# Grand Central (film)
Pour les articles homonymes, voir Grand Central.
Pour plus de détails, voir Fiche technique et Distribution.
Grand Central est un film d'amour français coécrit et réalisé par Rebecca Zlotowski, sorti en 2013.
Le film a été présenté au festival de Cannes dans la catégorie Un certain regard en mai 2013. Il sort en salles le 28 août 2013.
Il a aussi été présenté au Festival international du film du Kerala 2014.

## Synopsis

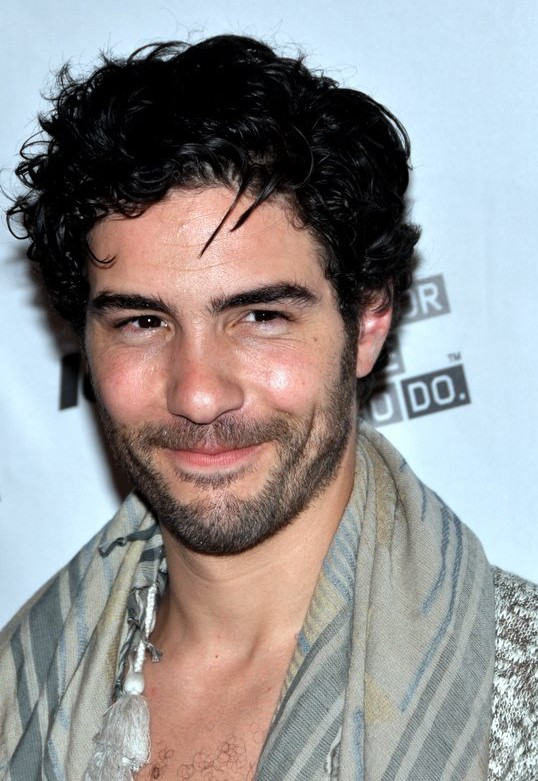
Tahar Rahim (Gary)

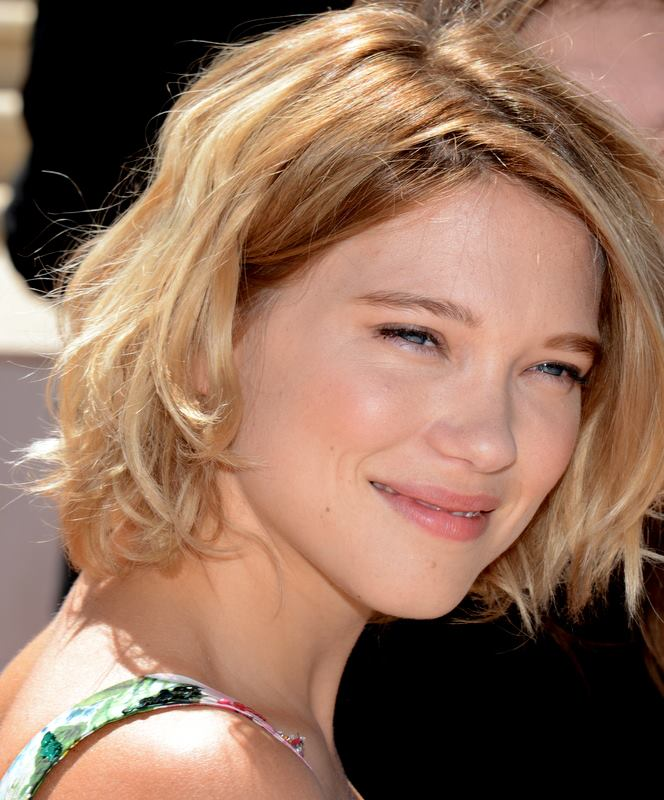
Léa Seydoux (Karole)

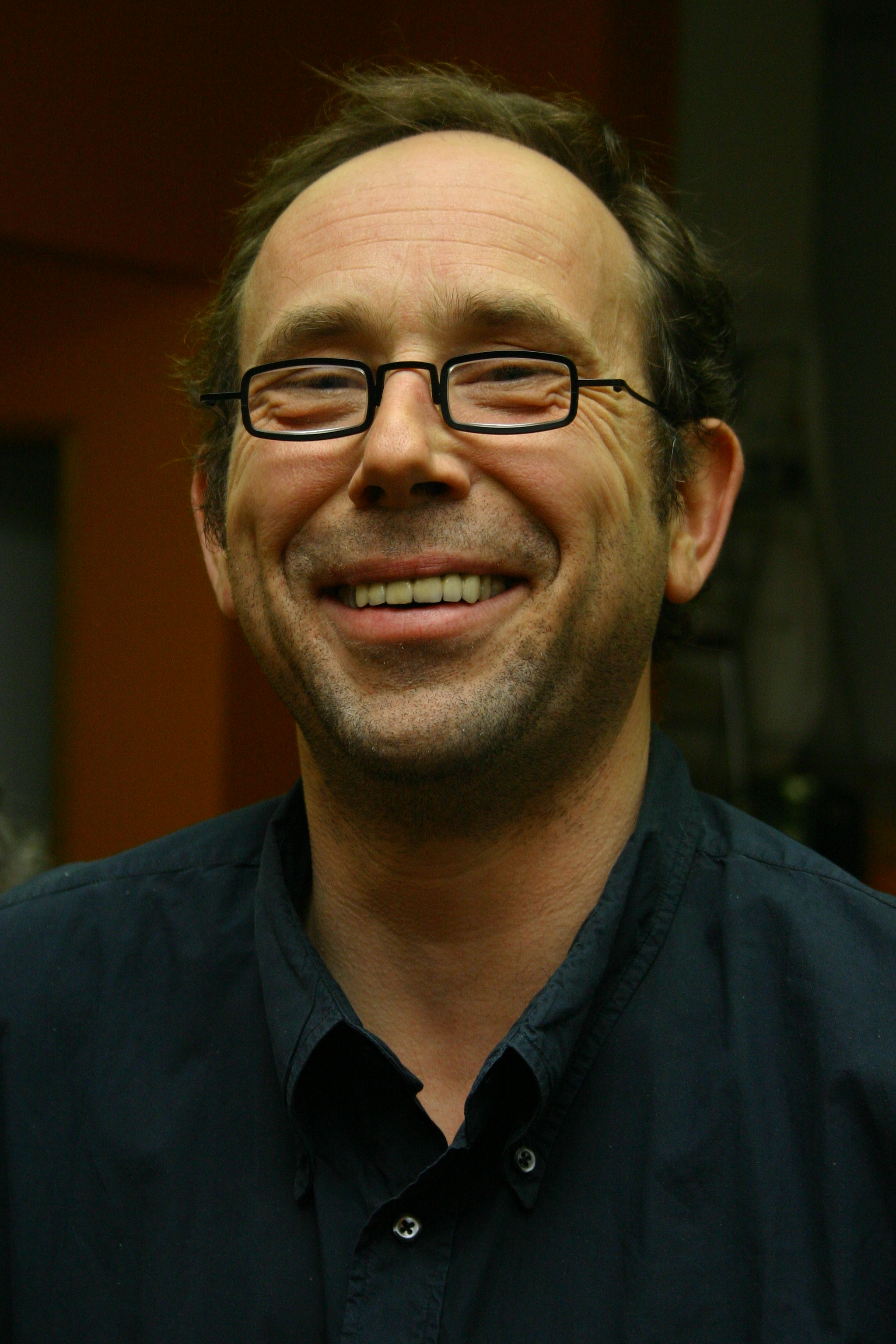
Olivier Gourmet (Gilles)

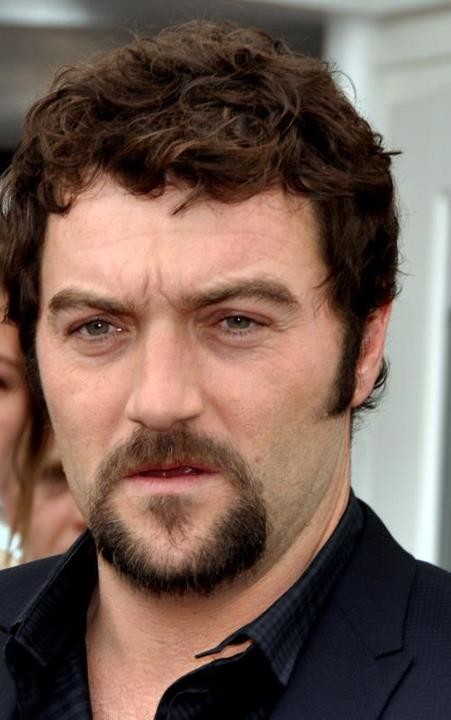
Denis Ménochet (Toni)

Gary, un jeune ouvrier peu qualifié, est embauché par un sous-traitant dans une centrale nucléaire de la vallée du Rhône. Enrôlé dans l'équipe par Gilles, le chef, et Toni, l'ancien, Gary découvre que la contamination radioactive n'est pas juste un facteur prédisposant à contracter une maladie, mais aussi un danger de tous les jours. Parallèlement, il commence à vivre une histoire d'amour secrète avec Karole, la fiancée de Toni.

## Fiche technique
- Titre original : Grand Central
- Réalisation : Rebecca Zlotowski
- Scénario : Gaëlle Macé et Rebecca Zlotowski ; l'histoire est lointainement inspirée du livre d’Élisabeth Filhol, La Centrale[3].
- Direction artistique : Antoine Platteau
- Conseiller technique : Claude Dubout[4],[1]
- Décors :
- Costumes : Chattoune
- Montage : Julien Lacheray
- Musique : Rob
- Photographie : Georges Lechaptois
- Son : Alexis Place
- Production : Frédéric Jouve
- Sociétés de production : Les Films Velvet
- Sociétés de distribution : Ad Vitam Distribution, K-Films Amérique (Québec)
- Pays d’origine :  France
- Budget :
- Langue : français
- Durée : 94 minutes
- Format :
- Genre : romance
- Dates de sortie
  - France : mai 2013 (Festival de Cannes) ; 28 août 2013 (sortie nationale)
  - Québec : 6 décembre 2013 (sortie en salle)
- Classification : 
  - France : Tout publics[5]
  - Québec : Visa général[6]

## Distribution
- Léa Seydoux : Karole
- Tahar Rahim : Gary
- Olivier Gourmet : Gilles
- Denis Ménochet : Toni
- Johan Libéreau : « Tcherno »
- Nahuel Pérez Biscayart : Isaac
- Nozha Khouadra : Maria, le médecin
- Camille Lellouche : Géraldine
- Guillaume Verdier : Bertrand
- Marie Berto : Morali
- Karim Leklou : le vendeur de voitures
- François Négret : François
- Pierre Nisse : l'ouvrier stressé

## Production

### Tournage
Le film est tourné pendant l'été 2012 à la centrale nucléaire de Zwentendorf (Autriche) et aux abords de la centrale nucléaire de Cruas.

## Bande originale
- Ghost Tracks par Jeremy Jay[8].

## Accueil

### Réception critique
« À la fois politique et sombrement romanesque (l’idylle contrariée entre Gary et Karole est elle aussi l’objet de lourdes menaces), Grand Central, aux antipodes d’un intimisme parisien toujours très prisé par le cinéma national, évoque parfois, versant 2013, l’univers ouvrier et prolétaire qui inspirait en leur temps, les années 30-40, Jacques Becker, Jean Grémillon ou Jean Renoir. »

— Olivier De Bruyn, Rue 89

« Une histoire, donc, de prolétaires à la puissance x (le corps des hommes considéré comme déchet, la mort qui les prend plus vite), terrifiante sur la réalité de notre époque, mais magnifiée par l'amour interdit qui réunit les deux jeunes gens. Il y a là, à la fois, une grande intelligence et une grande virtuosité, qui font parfois oublier à la cinéaste la nécessité de nourrir ses personnages et le lien qui se tisse entre eux. Ce soupçon d'arbitraire est la rançon d'une impériosité qui est une qualité assez rare chez les cinéastes français. »

— Jacques Mandelbaum, Le Monde

## Distinctions

### Récompenses
- Festival de Cannes 2013 : Prix François-Chalais (sélection Un certain regard)
- Lumières 2014 : 
  - Meilleure actrice pour Léa Seydoux
  - Prix spécial des Lumières

### Nominations et sélections
- AFI Fest 2013
- Festival international du film de Thessalonique 2013
- Festival international du film de Vancouver 2013
- Festival international du film de Palm Springs 2014 : sélection « World Cinema Now »
- Lumières 2014 :
  - Meilleur film
  - Meilleure mise en scène pour Rebecca Zlotowski
  - Meilleur acteur pour Tahar Rahim
- Césars 2014 : Meilleur acteur dans un second rôle pour Olivier Gourmet
- Globes de Cristal 2014 : Meilleur film